# Vogelsanger und Maurer

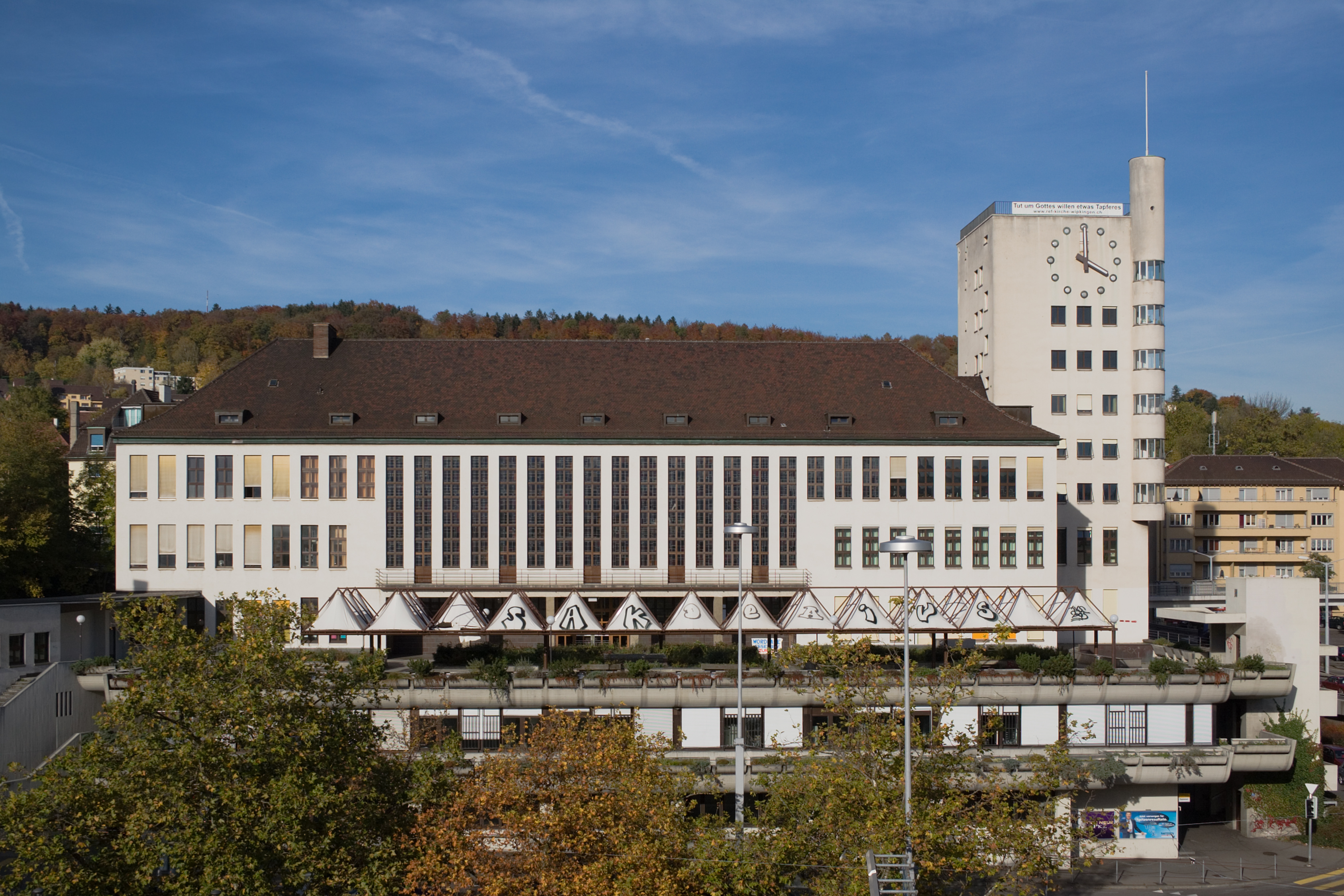
Kirchgemeindehaus Wipkingen

Vogelsanger und Maurer war von 1916 bis 1935 ein Schweizer Architekturbüro mit Sitz in Rüschlikon, das im Kanton Zürich eine Reihe beachtlicher Geschäfts- und Schulhäuser wie auch sonstige öffentliche Bauten errichtet hat. Die Partner waren Hans Vogelsanger (1883–1964) und Albert Maurer (1889–1935). Der heutige Rechtsnachfolger des Büros ist S+M Architekten in Zürich und Genf.

## Bauten und architektonische Haltung
Als ersten Auftrag konnte das Büro ein grosszügiges Landhaus für Gottlieb Duttweiler errichten. Nach den an die heimische Bautradition angelehnten frühen Bauten und dem streng neuklassizistischen Schulhaus Liguster folgten vorsichtig einer frühen Moderne verpflichtete Bauten wie die Post in Oerlikon, die Gemäldegalerie Otto Herter, ein filigraner Skelettbau, und das Gemeindehaus in Wipkingen, dessen neben dem breitgelagerten Hauptgebäude aufragender Turm Zürichs erstes Hochhaus darstellte.
Daneben war das Büro für seine Villenarchitektur bekannt. Es gelang ihnen, in ihren Bauten eigenwillige architektonische Akzente zu setzen, die ihre Gebäude in hohem Masse wiedererkennbar machten.

## Werke (Auswahl)

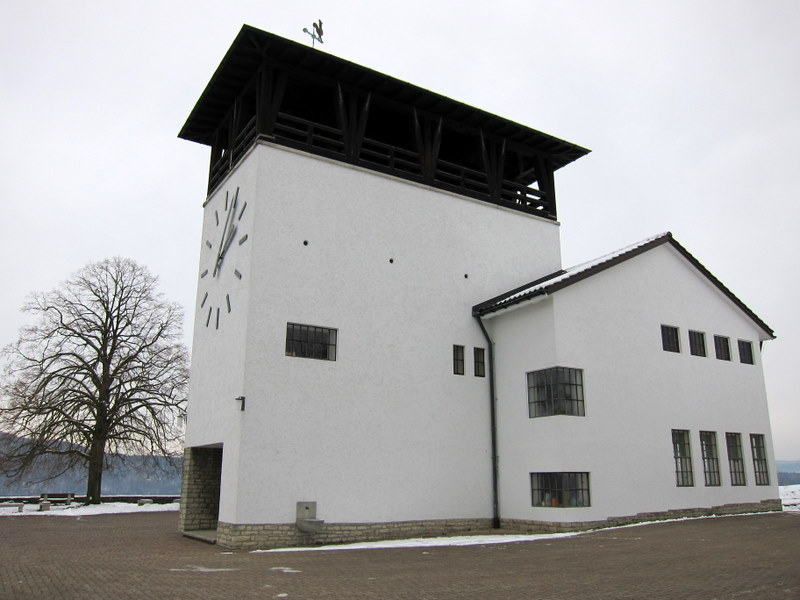
Kirche Birmenstorf

- Landhaus Gottlieb Duttweiler, Rüschlikon, 1920
- Schulhaus Liguster, Oerlikon, 1922–24
- Landhaus zum Thurm, Erlenbach, 1924–25[2]
- Schulhaus, Grafstal, 1926–27
- Postgebäude, Oerlikon, 1927
- Geschäftshaus Augustinergasse, Zürich, 1927
- Schulhaus, Wetzikon, 1928–29
- Kirchgemeindehaus Wipkingen, Zürich, 1930–32
- Zeilenhäuser, Zürich, 1931
- Villa Maurer, Rüschlikon, 1932
- Villa Stünzi, Horgen, 1933
- Wohnhaus im Steinlig, Bassersdorf, 1933
- Reformierte Kirche Birmenstorf, 1933–34
- Villa Wach, Kilchberg, 1934
- Wohnhaus Pfister-Leuthold, Rüschlikon, 1935

## Belege
1. ↑  N.N.: † Hans Vogelsanger. In: Schweizerische Bauzeitung. Band 82, Nr. 45, 1964, S. 796 (online).
2. ↑  Das Landhaus zum Turm in Erlenbach. Erbaut 1924/25 von Vogelsanger und Maurer, Architekten B.S.A., Zürich. In: Das Werk, Jg. 15, 1928, Heft 10, S. 305–311 (Digitalisat).